# Ferdinand Julius Ernst Friedensburg
Ferdinand Julius Ernst Friedensburg (ur. 1824, zm. 1891) – niemiecki prawnik, sędzia i adwokat, w latach 1879-1891 nadburmistrz Wrocławia.
Do Wrocławia przeprowadził się wraz z rodziną w wieku czterech lat, z powodu zmiany miejsca pracy ojca. Absolwent Gimnazjum św. Elżbiety (1831-1843) i potem wydziału prawa Uniwersytetu Wrocławskiego (1843-1846).
W okresie jego rządów we Wrocławiu zbudowano pierwszą elektrownię i zelektryfikowano większość miasta oraz uruchomiono tramwaje elektryczne, powstawały także masowo nowe, skanalizowane zabudowania czynszowe na Przedmieściu Mikołajskim, w Śródmieściu i Południu, zbudowano mosty Tumski, Młyński i Szczytnicki, węzeł wodny oraz przebudowano układ komunikacji kolejowej wokół miasta. Za rządów Friedensburga zorganizowano ogólnodostępny ogród botaniczny, nowe szkoły i sieć szpitali oraz renowację ratusza i licznych pomników.
Wkrótce przed zakończeniem kadencji i przejściem na emeryturę, wyjechał z powodów zdrowotnych na wakacje do Włoch, gdzie zmarł, prawdopodobnie na zawał serca, pięć dni przed końcem kadencji.

## Życie prywatne
Friedensburg był żonaty z Clarą Franz i miał trójkę dzieci. Jego wnuk, Ferdinand Friedensburg był w 1948 roku burmistrzem Berlina.